# St. Peter und Paul (Frankfurt am Main)

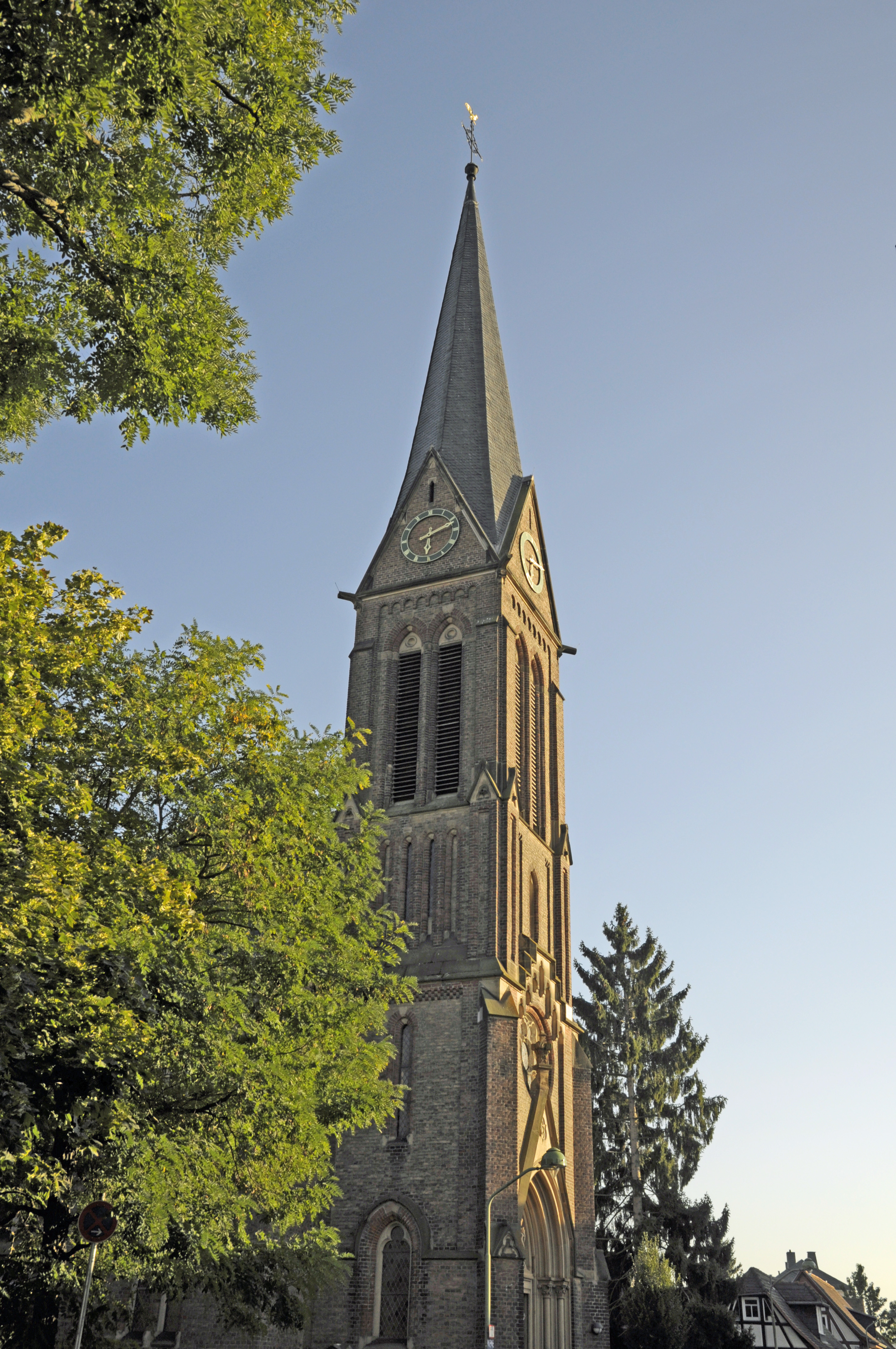
St. Peter und Paul

Die Kirche St. Peter und Paul ist eine katholische Kirche in Frankfurt am Main-Heddernheim, Oranienstraße 16c. Sie wurde 1892–1893 als Pfarrkirche für die Katholiken im damaligen Dorf Heddernheim im neugotischen Stil erbaut. Seit 1. Januar 2016 ist sie einer von sieben Kirchorten der Pfarrei neuen Typs St. Katharina von Siena, in der sechs katholische Gemeinden aus nördlichen Frankfurter Stadtteilen zusammengefasst wurden, und Filialkirche der neuen Pfarrkirche St. Bonifatius (Frankfurt-Bonames). Der früheren Pfarrgemeinde St. Peter und Paul gehörten zuletzt etwa 2900 Mitglieder an.

## Geschichte

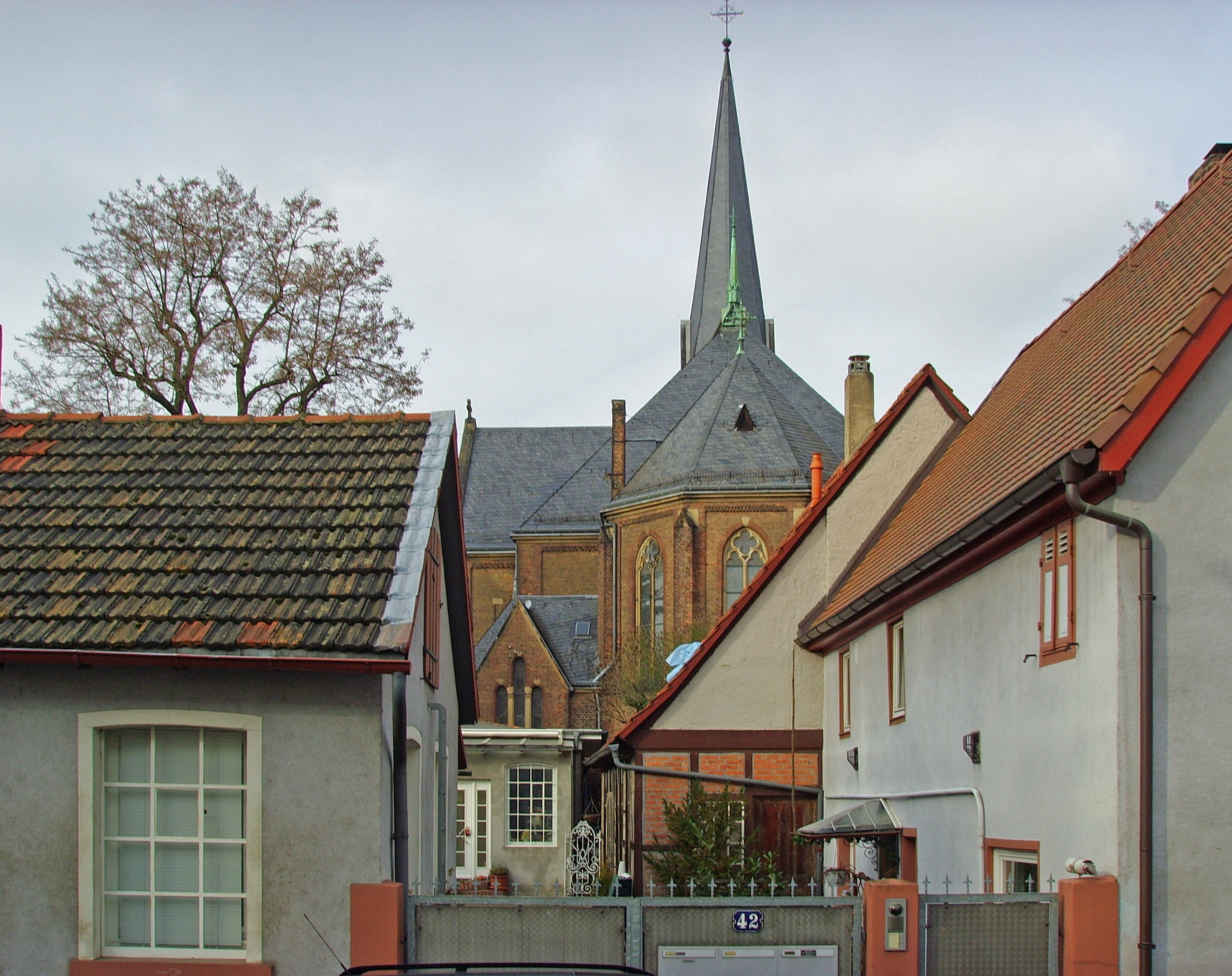
Blick aus der Straße Alt-Heddernheim

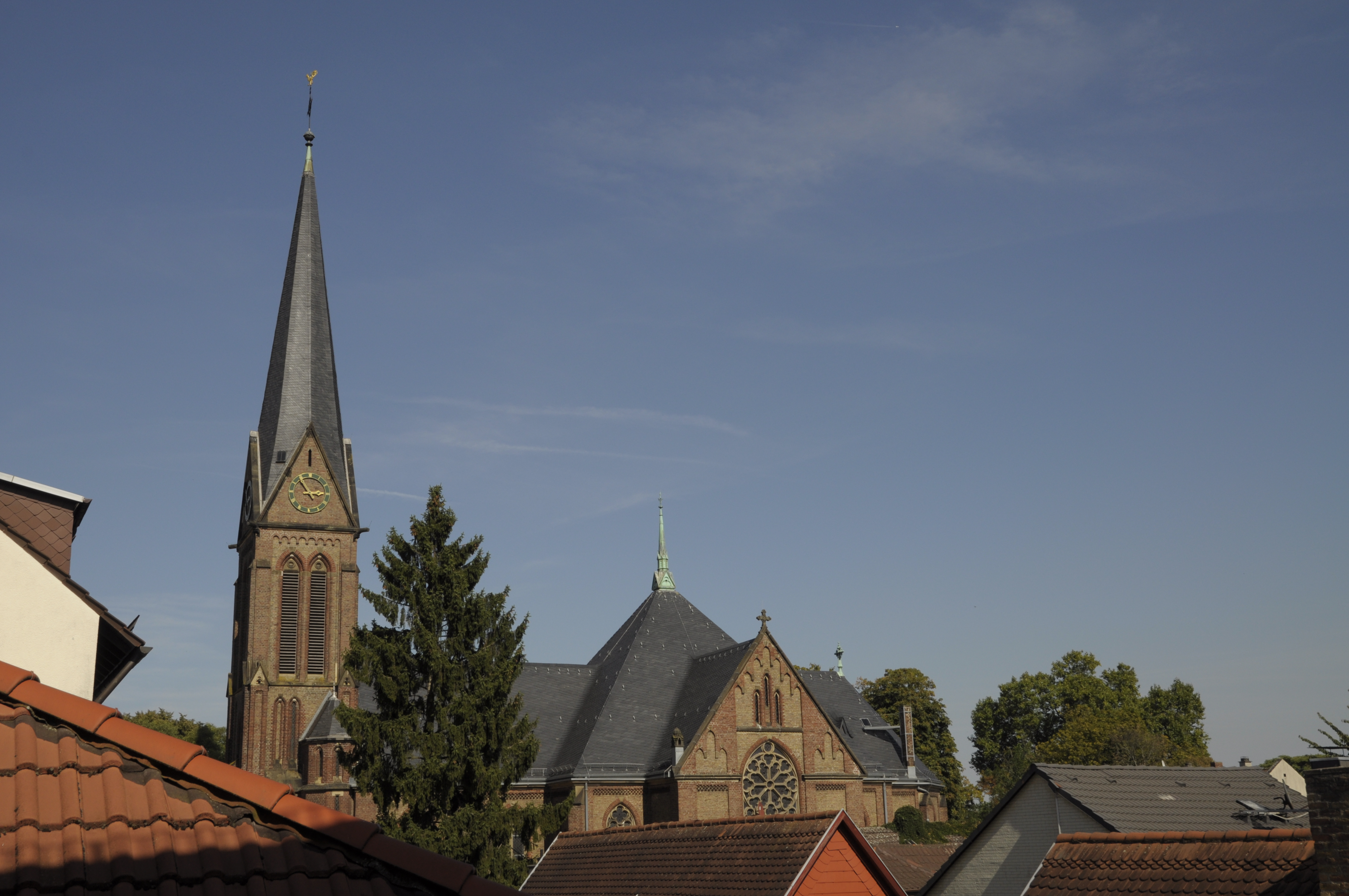
Außenansicht der Kirche St. Peter und Paul in Heddernheim

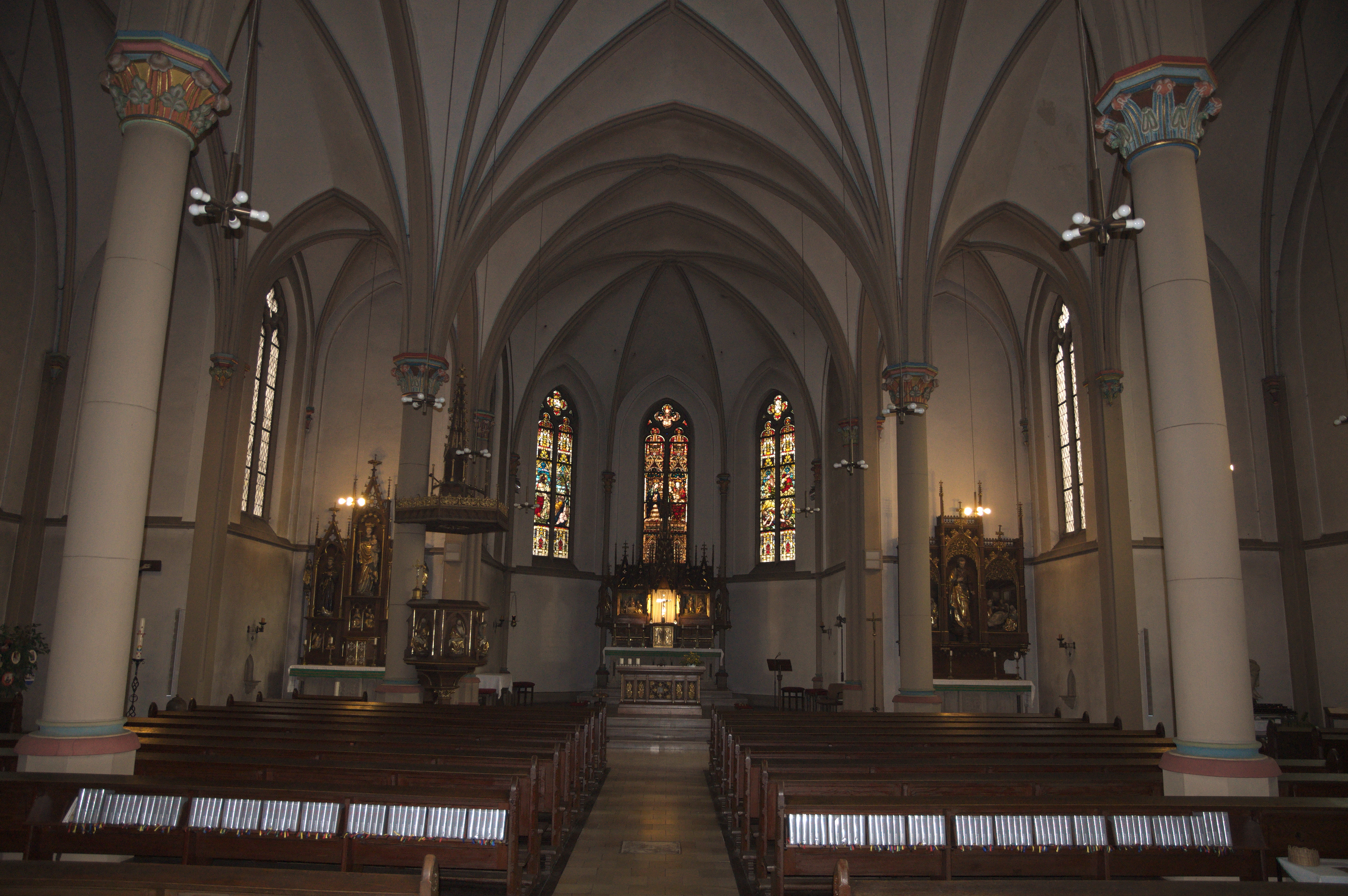
Innenansicht der Kirche St. Peter und Paul in Heddernheim

Das an der Nidda gelegene Dorf Heddernheim mit seiner kleinen dem Erzengel Michael geweihten Kapelle gehörte bis 1803 dem Mainzer Domkapitel. Die Mehrzahl der Einwohner – seit der Reformation lutherischer Konfession – gehörte zur evangelischen Gemeinde in Praunheim, wenige Kilometer flussabwärts gelegen.
Die katholischen Einwohner wurden lange Zeit von einem Priester in Weißkirchen betreut. Erst 1746 entstand die erste katholische Pfarrei in Heddernheim. Die Gottesdienste fanden in der Kapelle des Heddernheimer Schlosses statt. 1840 stiftete der damalige Schlossherr, Baron Breidbach, die erste Kirche St. Peter und Paul. Sie brannte 1891 ab und wurde 1893 durch den heutigen Bau ersetzt. Am 29. Juni 1899 weihte Bischof Dominikus Willi den Neubau.
Im Zweiten Weltkrieg wurde die Kirche durch die Luftangriffe auf Frankfurt am Main beschädigt. Bei der Wiederherstellung Anfang der 1950er Jahre beseitigte man die nach dem Ersten Weltkrieg entstandenen Wandmalereien.

## Glocken
Im Kirchturm von St. Peter und Paul hängen vier Bronzeglocken der renommierten Glockengießerei Otto aus Bremen-Hemelingen. Sie sind gestimmt auf: es' – g' – b' – e. Sie haben folgende Durchmesser: 1340 mm, 1100 mm, 890 mm, 795mm und wiegen: 1650 kg, 800 kg, 500 kg, 350 kg. 